# Eugène Auwerkerken
Eugenius "Eugène" Auwerkerken (Antwerpen, 10 december 1885) is een Belgisch voormalig gymnast.

## Levensloop
Eugenius Auwerkerken was zoon van behanger Eduardus Jacobus Auwerkerken en Clemencia Charlotta Augustina Berden.
Auwerkerken maakte deel uit van het Belgisch team dat op de Olympische zomerspelen van 1920 te Antwerpen zilver won in het onderdeel artistieke gymnastiek. Voorts bestond het team uit: Augustus Cootmans, François Claessens, Théophile Bauer, Frans Gibens, Albert Haepers, Domien Jacob, Félicien Kempeneers, Jules Labéeu, Hubert Lafortune, Auguste Landrieu, Charles Lannie, Constant Loriot, Nicolaas Moerloos, Ferdinand Minnaert, Louis Stoop, Jean Van Guysse, Alphonse Van Mele, François Verboven, Jean Verboven, Julien Verdonck, Joseph Verstraeten, Georges Vivex en Julianus Wagemans.